# مسجد القفار التاريخي
مسجد القفار التاريخي؛ هو مسجد تاريخي يقع في منطقة حائل، المملكة العربية السعودية.

## الموقع
يقع مسجد القفار التاريخي ببلدة قفار القديمة ما بين الطريق الذي يربط مدينة حائل والعلا بمسافة 20 كم جنوب غرب حائل.

## البناء
يعود تاريخ إنشاء المسجد إلى ما بين عام 1334 هـ، 1345هـ حيث أسست المسجد رقية بنت عبد الله بعد وفاة زوجها وأعيد ترميمه عام 1385 هجري ودون هذا بنقش في عمود المحراب. وفي عام 1412 هجري أضيف مصلى حديث داخل سرحة المسجد.

## من أئمة المسجد
الشيخ راشد السلامي، وسليمان بن راشد السلامي، ومحمد بن عيسى الخريصي، وعبدالله بن ناصر الغيثي ويؤم المسجد حالياً عبد المحسن عبدالعزيز الخوير.

## المعمار
بني مسجد قفار على نمط المعمار النجدي السعودي من الطين والحجر واستخدم الأثل وسعف النخيل في السقف، تبلغ مساحته الاجمالية نحو 638 متر مربع ويتسع لنحو 500 مصلي، ويوجد مصلى في جنوب المسجد وسرحة، وهي الساحة المكشوفة في الجهة الشمالية من المسجد بمساحة 300 متر مربع. كما يوجد خلوة أرضية أسفل المصلى بمساحة 126 متر مربع وللمسجد مئذنة مستطيلة الشكل بارتفاع 8 أمتار.

## الترميم
تم ترميم المسجد حديثا بعد تسجيله من ضمن مشروع الأمير محمد بن سلمان لتطوير المساجد التاريخية بالمملكة العربية السعودية.